# Jadwiga (inslagkrater)
Jadwiga is een inslagkrater op de planeet Venus. Jadwiga werd in 1985 genoemd naar Jadwiga, een Poolse meisjesnaam.
De krater heeft een diameter van 12,7 kilometer en bevindt zich in het quadrangle Meskhent Tessera (V-3).